# Dinastía arsácida de Partia

Imperio parto en su máxima expansión, a finales del a. C.

La dinastía arsácida de Partia fue la serie de reyes partos que reinaron en el antiguo Irán, en el que establecieron el Imperio parto. La fundó en 247 a. C. Arsaces I, jefe de la tribu nómada de los parnos. La dinastía arsácida conservó el trono hasta el 224, año en el que fue reemplazada por la de los sasánidas. El último arsácida que reinó sobre los partos fue Artabano IV, que fue vencido por Ardacher I, hijo de Papak.
Sus reyes estaban emparentados con la dinastía arsácida de Armenia y con los reyes arsácidas de Atropatene.

## Situación histórica
Después de la conquista del Imperio persa por Alejandro Magno, rey de Macedonia, Persia se debatió constantemente entre las viejas tradiciones persas y el nuevo modo de vida del periodo helenístico, disyuntiva que los dirigentes helenos al final no fueron capaces de resolver. Finalmente, los griegos y su cultura «ciudadana» no desempeñaron más que un papel secundario frente a los modos anteriores a la conquista, que resurgieron con fuerza, tales como el empleo persistente del arameo en la administración y el comercio.

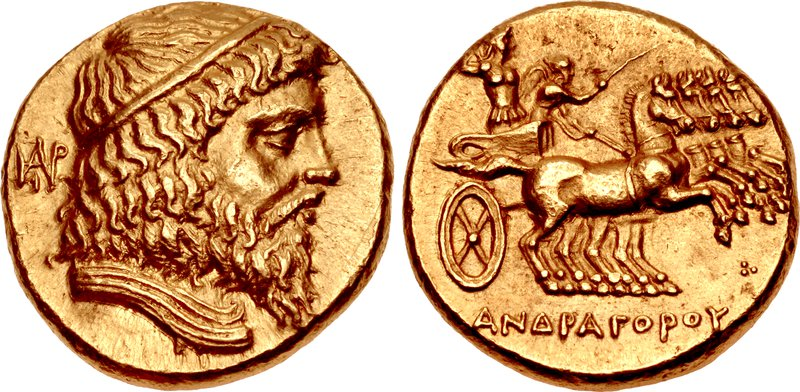
Moneda de Andrágoras, sátrapa de Partia que se había independizado de su soberano seléucida y fue luego vencido por el fundador de la dinastía arsácida, Arsaces I.

Tras la muerte de Alejandro Magno y la consecuente guerra entre sus sucesores (guerra de los diádocos), Seleuco impuso su autoridad sobre buena parte del mundo helenístico. El Imperio seléucida era un vasto territorio que abarcaba desde Asia Menor hasta el río Indo, y desde Celesiria hasta el río Oxus. Sin embargo los monarcas seléucidas primaron los asuntos de Anatolia y Siria (guerras contra el Egipto ptolemaico y la rebelión de las satrapías de Asia Menor) en detrimento de sus posesiones iranias. Los partos, tribu nómada irania, sacó provecho de esta situación, que se agudizó con la desintegración del Imperio seléucida. 
Los partos derrotaron a Andrágoras, sátrapa de Partia que se había independizado en el 247 a. C. Pese a los intentos seléucidas de reconquista como la expedición punitiva de Seleuco II (228 a. C.) o la anabásis de Antíoco III (209 a. C.) los partos pudieron resistir y, a partir de Mitrídates I, empezaron una campaña expansiva aprovechando la crisis del imperio seléucida desatada a la muerte de Antíoco IV Epífanes en 164 a. C.
Los otros reinos helenísticos en tierras irania e india, el Reino grecobactriano y el Reino Indogriego, también tuvieron un desarrollo paralelo al parto hasta ser barridos por las migraciones de los indoescitas y el ascenso del Imperio kushán.
Mitrídates I anexionó las provincias de Media, Susiana, Persis, Caracene, Babilonia, Asiria, al oeste, y las de Gedrosia y Sistán, al este. Se apoderó también de Seleucia del Tigris, que era la segunda ciudad más grande del Asia occidental. Los partos respetaron la autonomía y las instituciones griegas de Seleucia, y fundaron, enfrente, en la orilla izquierda del Tigris, la ciudad de Ctesifonte, la nueva capital del nuevo imperio.
Durante el reinado de Demetrio II Nicátor, los seléucidas intentaron reconquistar los territorios perdidos, pero en 139 a. C., el rey perdió frente a la caballería parta y fue hecho prisionero por Mitrídates I, quien lo trató bien, e incluso le dio a su hija en matrimonio; no obstante, lo mantuvo en cautividad en Hircania hasta su muerte. El reinado de Mitrídates supuso la consolidación del imperio parto y de su dinastía.

## Cronología
Establecer una lista de los soberanos partos no es fácil. A diferencia de los imperios romano o chino, el parto no dejó una crónica histórica. Los reinados de los diferentes monarcas son conocidos por las monedas que acuñaron, algunas inscripciones, papiros y ostracas, así como por las fuentes históricas escritas por otros pueblos (historiadores romanos y chinos). Para los reyes que tuvieron reinados cortos, a veces es difícil establecer la cronología y esta resulta incierta. Repetidas veces el soberano designado es puesto en duda por los oponentes, de vez en cuando sostenidos por los romanos: podía, por lo tanto, haber varios reyes en un mismo periodo. Los números asignados por los historiadores modernos y contemporáneos permiten diferenciar los reyes partos con el mismo nombre, con la reconstrucción de la historia de la dinastía y de sus sucesiones, a veces agitadas. Los descubrimientos de monedas, la ostraca de Nisa y la inscripción del Heracles de Seleucia del Tigris han desvelado episodios desconocidos de la historia parta. Existen varios sistemas de numeración de la realeza parta. Por ejemplo, el soberano conocido actualmente como Vologases IV, y que tuvo un largo reinado, del 147 al 191, fue durante mucho tiempo conocido como Vologes III (puesto que no se computó a los Vologases, que habían reinado desde el 77 al 80), y figura con ese número en la mayoría de las obras de referencia antiguas, y a veces incluso en los trabajos recientes de investigadores poco familiarizados con los detalles de la historia de los arsácidas, por ejemplo cuando un rey es mencionado en relación con el Imperio romano.

## Historia dinástica

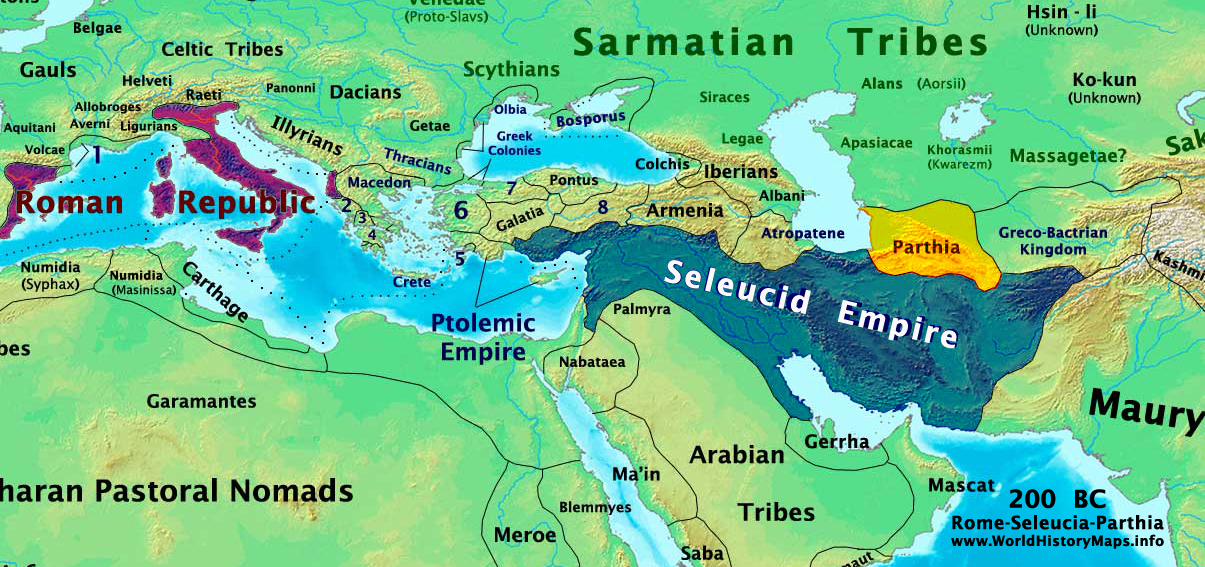
Los imperios romano, seléucida y parto en el año 200 a. C.

La línea principal de la dinastía recibió el nombre de su fundador, Arsaces I (247-211 a. C.) y de aquí en adelante todos los reyes ostentarán este nombre. La sucesión del primer rey recayó en su hijo Arsaces II (211-185 a. C.). Sin embargo tras su muerte el poder pasó a Priapatios (185-170 a. C.), un sobrino-nieto del primer Arsaces. Esta sucesión pudo deberse a que Arsaces perdiera a sus hijos mayores durante la guerra contra Antíoco III, y Priapatios asumiera el trono.
El trono pasó después a Arsaces IV, nieto de Arsaces II, que reinó brevemente entre el 170 a. C. y el 168 a. C.. A partir de este momento la sucesión recae en los sucesivos descendientes de Priapatios, primero en su hijo Fraates I (168-165 a. C.) y luego en Mitrídates I (165-132 a. C.), verdadero artífice de la expansión del poder parto a costa de los seleúcidas y grecobactrianos, hasta tal punto que consiguió vencer y apresar al rey seleúcida Demetrio II.
Fraates II, que sucedió a su padre Mitrídates en el 132 a. C., afrontó las invasiones de pueblos nómadas en el este, donde resultó muerto (126 a. C.). Heredaron entonces el trono sus tíos Bagasis (126 a. C.) y Artabano I (126-122 a. C.), hijos ambos de Priapatios. Tras el fallecimiento de Artabano I, las actuales pruebas numismáticas y epigráficas indican que un vástago de este rey, Arsaces X, reinó brevemente.
Tras su muerte ocupó el trono el último de los hijos de Priapatios, Mitrídates II (121-91 a. C.). A partir de la desaparición de este rey, Partia se sumió en la llamada «Época oscura», que se perduró hasta el reinado de Orodes II.
La sucesión de Mitrídates II fue en la figura de su hijo Gotarces I de Partia (91-87 a. C.), que tuvo que enfrentarse a Sinatruces, hijo menor de Mitrídates I, y que ya se había sublevado durante el reinado de Mitrídates II (93 a. C.). Sinatruces se estableció en el sur (Elam) hasta su expulsión en el 87 a. C.
Tras la muerte de Gotarces I fue su hijo Orodes I (hacia el 87-75 a. C.) quien tal vez tuvo que enfrenarse a Mitrídates III (87-80 a. C.), posible hijo de Mitrídates II, y a Arsaces XVI (77-66 a. C.), cuyo parentesco con la familia arsácida plantea dudas, aunque se apunta que pudo ser hijo de Mitrídates III. El problema de esta etapa es que Partia se sumerge en un periodo de guerra civil, para la que carecemos de fuentes.
A finales de los reinados de Orodes I y Arsaces XVI, apareció un nuevo candidato al trono, Sinatruces (77-70 a. C.), quien logró imponerse y legar el trono a sus sucesores.
Tras la muerte de Sinatruces, su hijo Fraates III (70-57 a. C.) se coligó con los romanos en su lucha contra el antiguo reino de Armenia, regido por Tigranes II. Pero los romanos rompieron el pacto y se aliaron con los armenios fracasando, así, los proyectos del rey parto. Fraates fue envenenado durante una conspiración organizada por sus hijos.
Mitrídates IV (57-54 a. C.) y Orodes II (57-37 a. C.), hijos de Fraates III, compartieron el trono durante los primeros años hasta que estalló una nueva guerra civil. Mitridates logró el apoyo de Roma, pero finalmente fue sitiado en Babilonia por el general de su hermano, Surena. Tras su rendición fue ejecutado y Orodes II pudo reinar en solitario. Con Orodes II finaliza la etapa de guerras civiles y de crisis interna de Partia, conocida como Época Oscura. Orodes II consiguió devolver el prestigio al Imperio parto y derrotar a los romanos en la batalla de Carras (53 a. C.). 
Orodes asoció a su hijo Pacoro al trono en el año 51 a. C., que murió antes de poder suceder a su padre. Este fue asesinado por su otro hijo, Fraates IV. Se reanudó lucha contra Roma, gobernada por Augusto, que apoyó las pretensiones de otro miembro de la familia arsácida, Tirídates II. Finalmente Augusto renunció a seguir apoyando al usurpador y firmó un acuerdo con Fraates. El acuerdo estipulaba la devolución de las águilas y los prisioneros capturados en la batalla de Carrhae (53 a. C.) y el envío de varios de los hijos del soberano parto a Roma en calidad de rehenes.
La sucesión de Fraates IV, recayó en su hijo Fraates V, que intentó eliminar la influencia romana de Armenia. La expedición romana mandada por Cayo César obligó al rey parto a firmar un nuevo tratado con Roma que aseguró la pertenencia del reino de Armenia a la órbita romana. La situación de dependencia pudo alentar la posterior rebelión de la nobleza parta, que acabó con el asesinato de Fraates y su sustitución por un noble de nombre Orodes.
El reinado de Orodes III (4-6 d. C.) fue breve; según Flavio Josefo, los magnates partos eliminaron al rey por su extremada crueldad y reclamaron al emperador Augusto alguno de los hijos de Fraates V que permanecían en Roma. El primer emperador de Roma envió entonces a Vonones I (8-12). Sin embargo, la situación no mejoró y pronto estalló una guerra civil (entre los años 10-12) entre Vonones y Artabano II, hijo de una princesa arsácida y quizás sobrino de Vonones. Pese a la victoria de Artabano II, en el año 35 se impuso un nuevo candidato al trono con apoyo de Roma y de la nobleza parta, Tirídates III, nieto de Fraates IV.  Sin embargo, la belicosa nobleza parta volvió a rebelarse contra el rey y a facilitar al vuelta al trono de Artabano.
Artabano dejó tres hijos, Vardanes I (38-45), Gotarces II (40-51) y Artabano III. Si bien la sucesión recayó en el primero, la rebelión de su hermano Gotarces lo excluyó del trono y lo obligó a refugiarse entre las tribus nómadas de Bactria. Vardanes logró recuperar el trono poco tiempo después, pero fue asesinado durante una cacería y Gotarces II recobró el trono. 
La compleja situación de sucesiones entre los reyes partos se explica debido a que el país tenía un sistema político de carácter tribal. En sus orígenes había sido una tribu nómada, la de los parnos, que invadió la satrapía de Partia; aunque la sociedad parta se adaptó a la vida de influencia griega, no perdió su carácter tribal. Bajo del rey existía una nobleza guerrera que no siempre acataba el poder central, que tenía amplia autonomía dentro del territorio parto y que poseía sus propios ejércitos. La enemistad de los nobles con el rey podía desembocar en una rebelión que degenerara en guerra civil entre pretendientes al trono, apoyados por distintas facciones partas.
La sucesión de Gotarces II recayó en su tío Vonones II (51). Tras su muerte serán sus sucesores quienes ocupen el trono parto hasta la desaparición de la dinastía en el 224, sustituida por la de los sasánidas.
El primero de los sucesores de Vonones fue su hijo Vologases I (51-78), quien nombró gobernador de Armenia a su hermano Tirídates, lo que propició una guerra larga contra Roma (54-63), que al final concluyó con un tratado beneficioso para Partia. El rey Vologases I tuvo que combatir a su hijo mayor Vardanes II (55-58), que se había rebelado en la zona de Ecbatana. Tras el fallecimiento de su primoǵenito, la sucesión pasó a Vologases II.
Sin embargo el mismo año de la sucesión (78) se rebeló contra el legítimo rey su tío Pacoro II, gobernador de Media Atropatene, que venció a su sobrino y desposeyó al hijo de este, Vologases. Pacoro II se mantuvo en el trono hasta el año 108 y destacó por haber enviado una embajada comercial a China, por entonces regida por la dinastía Han. Pacoro no se vio libre de querellas dinásticas y durante su reinado tuvo que combatir a su primo Artabano III (80-90), hijo de Artabano II, y a Vologases III, quien acabó sucediéndole. No obstante la situación política tras la muerte de Pacoro II derivó en la partición del imperio en el año 109:
a) En la mayor parte central y oriental, reinaba Vologases III (105-147), que tuvo que hacer frente a las incursiones alanas y a varias rebeliones (hacia el 140).
b) Mesopotamia quedó en poder de Osroes I (109-129), hermano de Pacoro. Osroes intentó intervenir en Armenia precipitando con ello la respuesta de romana. Trajano se anexionó Armenia en el 114. Depuso al rey Partamasiris I, hijo de Osroes I; después descendió hacia el sur, se apoderó de las regiones de Asiria, Seleucia del Tigris, Ctesifonte y alcanzó el Golfo Pérsico en el 116. El emperador nombró a Partamasiris soberano de las tierras mesopotámicas y regresó a Roma. No obstante, la situación no se mantuvo y los partos se rebelaron contra el nuevo rey; Adriano, sucesor de Trajano, evacuó las provincias en el 117 y Osroes I retomó el control.
Tras la muerte de Osroes, la región mesopotámica siguió en poder rebelde: Mitrídates IV (129-140), hermano de Osroes I, continuó desafiando la autoridad central. Mitrídates IV tuvo dos hijos, el mayor, Sinatruces (asociado al trono 129-139), pereció combatiendo a los romanos y el menor, Vologases IV (140-191), fue el encargado de unificar el reino tras la muerte de Vologases III en el año 147. Vologases IV continuó los enfrentamientos con Roma. Entre 162 y 166, los partos atacaron al Imperio romano, que gobernaban conjuntamente Marco Aurelio y Lucio Vero (161-169). En esta guerra fue destruida la ciudad de Seleucia, a orillas del Tigris, y quemado el palacio de Ctesifonte por Avidio Casio, en 165. Las legiones romanas incluso llegaron a adentrarse en territorio parto hasta Media, y Vologases IV se vio obligado a firmar la paz, cediendo el oeste de Mesopotamia a Roma.
Vologases V (191-208 o 209), hijo del anterior monarca parto, intervino en la guerra civil romana (193-197) en favor de Pescenio Níger, pero la derrota de su candidato derivó en la invasión de Septimio Severo del Imperio parto en el 195. Con el final de la contienda civil romana, el vencedor, Septimio Severo, emprendió una nueva campaña contra Partia (197-199). El resultado fue la completa derrota de los partos y la conquista romana de la zona norte de Mesopotamia, donde se establecieron dos nuevas provincias, Asiria y Mesopotamia. Tuvo dos sucesores: Vologases VI (208 o 209-228), que gobernó la parte oriental, y Artaban IV (209-226), que se sublevó contra su hermano. 
Ardacher I, un noble persa, aprovechó la guerra civil parta para desecadenar una rebelión que acabó con el imperio parto. Primero fue vencido Artaban IV, quien rigió la parte occidental hasta el año 226, y posteriormente lo fue Vologases VI, que ocupaba la parte oriental. Tras la muerte de Artaban, apareció en la parte occidental del estado un personaje que se hacía pasar por su hijo, Artavades (226-231); fue el último rey parto de la dinastía arsácida de Partia que, sin embargo, siguió reinando en Armenia hasta finales del siglo IV.